# Liechtensteiner-Cup 2018-2019
La Liechtensteiner-Cup 2018-2019, nota come FL1 Aktiv-Cup 2018-2019 per ragioni di sponsorizzazione, è stata la 74ª edizione della coppa nazionale del Liechtenstein, che è iniziata il 21 agosto 2018 e si è conclusa il 1º maggio 2019 con la finale. Il Vaduz ha conquistato il trofeo per la quarantasettesima volta nella sua storia.

## Date
| Turno            | Data                 |
| ---------------- | -------------------- |
| Primo turno      | 21/22/28 agosto 2018 |
| Secondo turno    | 25/26 settembre 2018 |
| Quarti di finale | 23/24 ottobre 2018   |
| Semifinali       | 9/10 aprile 2019     |
| Finale           | 1º maggio 2019       |

## Squadre partecipanti
Tutte le 15 squadre partecipanti giocano nel campionato svizzero di calcio.
| Challenge League (secondo livello) | 1ª Lega (quarto livello) | 2ª Lega interregionale (quinto livello) | 2ª Lega (sesto livello) | 3ª Lega (settimo livello)               | 4ª Lega (ottavo livello)                                   | 5ª Lega (nono livello)           |
| Vaduz                              | Eschen/Mauren            | Balzers                                 | Ruggell                 | Balzers II Eschen/Mauren II Triesenberg | Balzers III Ruggell II Schaan Schaan II Triesen Triesen II | Eschen/Mauren III Triesenberg II |

## Primo turno
| Squadra 1      | Risultato | Squadra 2        |
| -------------- | --------- | ---------------- |
| 21 agosto 2018 |           |                  |
| Triesenberg    | 4 - 1     | Balzers II       |
| 22 agosto 2018 |           |                  |
| Schaan II      | 0 - 3     | Ruggell II       |
| 28 agosto 2018 |           |                  |
| Triesenberg II | 1 - 2     | Eschen/Mauren II |

## Secondo turno
Al secondo turno accedono le tre squadre vincitrici il primo turno e le cinque squadre ammesse direttamente al secondo turno (Triesen, Triesen II, Schaan, Balzers III ed Eschen/Mauren III).
| Squadra 1         | Risultato | Squadra 2        |
| ----------------- | --------- | ---------------- |
| 12 settembre 2018 |           |                  |
| Triesen           | 0 - 1     | Eschen/Mauren II |
| 25 settembre 2018 |           |                  |
| Eschen/Mauren III | 0 - 4     | Triesenberg      |
| Ruggell II        | 4 - 1     | Balzers III      |
| Triesen II        | 1 - 5     | Schaan           |

## Quarti di finale
Ai quarti di finale accedono le quattro squadre vincenti il secondo turno e le quattro squadre provenienti dai livelli più alti (Vaduz, Eschen/Mauren, Balzers e Ruggell).
| Squadra 1        | Risultato | Squadra 2     |
| ---------------- | --------- | ------------- |
| 23 ottobre 2018  |           |               |
| Ruggell II       | 0 - 3     | Schaan        |
| Triesenberg      | 1 - 5     | Eschen/Mauren |
| 24 ottobre 2018  |           |               |
| Eschen/Mauren II | 1 - 5     | Ruggell       |
| 7 novembre 2018  |           |               |
| Balzers          | 1 - 2     | Vaduz         |

## Semifinali
| Squadra 1     | Risultato   | Squadra 2 |
| ------------- | ----------- | --------- |
| 9 aprile 2019 |             |           |
| Eschen/Mauren | 0 - 1       | Vaduz     |
| Schaan        | 0 - 1 (dts) | Ruggell   |

## Finale
| Arbitro: | Dudić |

|                                       |           |                                |
| Wieser 36’ Coulibaly 52’ Sülüngöz 77’ | Marcatori | 45’ Kollmann 86’ (rig.) Zeciri |